# II. Teodór enoszi uralkodó
II. Teodór (megh. 1488. k.) Enosz kis-ázsiai város utolsó uralkodója, Szamothraké és Imbrosz ura, Palamédész fia, Leszbosz társuralkodója.
Teodór amint elfoglalta helyét a hatalom élén lefoglalta apja valamennyi vagyonát és az öröklésből kirekesztette idősebb bátyja özvegyét. Az asszony Leszboszra, a központba nyújtott be kérvényt ügye elbírálása érdekében, Teodór pedig II. Mehmed oszmán szultánhoz fordult segítségért. A szultán ekkor sereget és flottát vezényelt Enosz alá Junusz pasa vezérletével 1456. január 24-én. Teodór nem tartózkodott a városban, hanem Szamotharké szigetén telelt. A város lakói uruk távollétében megadták magukat a török csapatoknak, ezzel a kapitulációval a Genovai Köztársaság is elvesztette régi támaszpontját.
Junusz pasa nem állt meg Enosz alatt, flottája elfoglalta Szamothrakét és Imbroszt is, utóbbi élére a görög Mihail Kritobouloszt állította kormányzónak. Teodór a szultán kegyeit keresve elküldte neki lányát és némi pazar ajándékot is. Mehmed bár hozzájárult volna, hogy Teodór visszakerüljön a két sziget élére, ha Teodór meghódol neki, Teodór viszont tanult az enoszi eseményekből, ahol alattvalói elárulták, ezért inkább a távoli makedóniai Zichében kapott egy birtokot. Teodór viszont véres összetűzésbe került az ottani törökökkel, akik sok emberét lekabaszolták. Elmenekülve onnan a Velencei Köztársaság kezén levő Naxosz szigetén települt le, mivel rokoni szálai fűzték ide, ugyanis felesége Erzsébet II. Kriszpó Jakab naxoszi herceg leánya volt, aki egyúttal Teodór unokahúga is. Teodór gyermektelenül halt meg.